# 虎门渡口

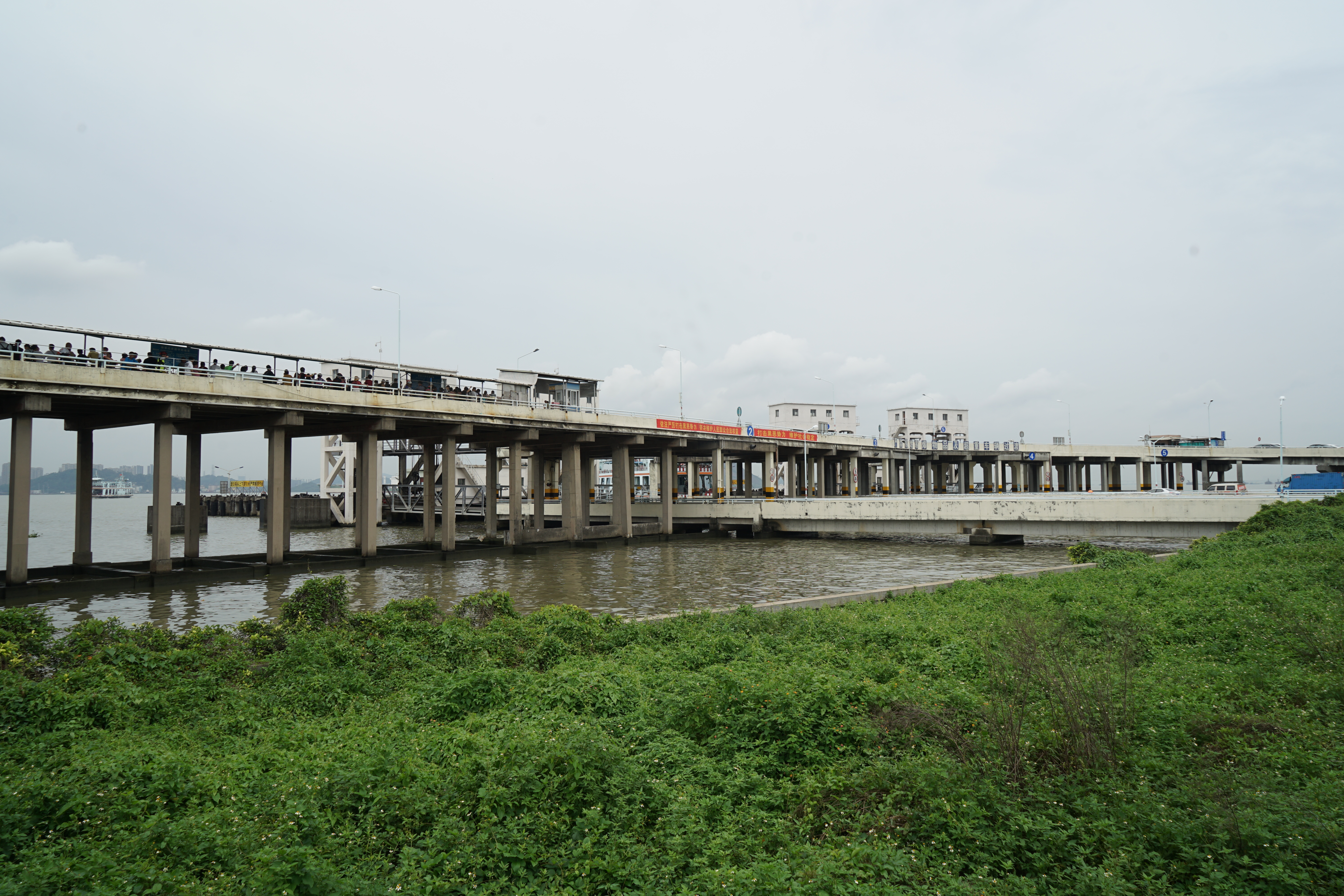
虎门渡口南沙侧

虎门渡口，又叫虎门汽车轮渡，虎门轮渡，是中国广东省广州南沙区至东莞虎门沙田镇之间的一条跨市过江轮渡航线，轮渡航线线位于虎门大桥和南沙大桥之间，方向大致与两桥平行。其于珠江东岸连接东莞市沙田镇的渡口大道，于珠江西岸连接广州市南沙区进港大道。是沟通珠江口两岸的最早的交通工具。随着虎门大桥和南沙大桥相继通车，虎门渡口车流与人流量低迷，虎门渡口已于2019年5月25日关闭。

## 停运前运营概况
（注：以下资料从2019年4月2日至2019年5月25日下午6时30分停运前）
运营时间：6:30-18:30（12小时）
单趟运行时长：15分
轮渡抗风级别：蒲氏6级
票价：中小型货车：25元/车次
小轿车：18元/车次
行人：免费
限制：总长度超原车身1米以上，高度超过4.2米，重量超过49吨的车辆不允许上渡轮。单趟行人载客人数不超过180人。

## 历史
1980年代，珠江三角洲高速发展，两岸的经济联系越加频密；但当时珠江口西岸的中山、珠海、江门、澳门等城市与东岸的东莞、深圳、香港等城市之间的汽车往来仍然需要绕道广州市区，路程变长的同时给广州的道路交通增加压力。当时香港著名富商霍英东先生欲大力发展番禺南沙，为方便交通以吸引更多资本来南沙投资，遂决定与番禺市当局合资开辟虎门轮渡，这是霍英东在南沙的第一个项目。1989年8月8日，虎门汽车轮渡码头胜利动工，霍英东出席了动工仪式。1991年5月6日，虎门轮渡正式通航，两岸各有一个双层桥式汽车轮渡码头，东端码头设在广州南沙区港前路，西端码头设在东莞沙田镇轮渡路；当时只有三艘船，每艘双层渡轮可载52辆车。码头建有双层式升降吊桥控制塔，供汽车上落，这种控制塔在中国内地属首次使用。
当时大量过江车辆改道轮渡，轮渡开通之后很快便供不应求，第二年又分别在两岸新建两个码头。到1992年，渡口共有6个码头，9条船。”最后扩展到两岸有渡轮码头9座，双层汽车渡轮11艘的规模，然而1997年虎门轮渡候渡时间还是长达6-7小时。在1997年虎门大桥开通前，虎门渡口日均车流量17000辆；即使是虎门大桥在1997年开通后很长一段时间，虎门轮渡还是车满为患，日均车流量也有15000辆，之后减少到南沙大桥开通前的日均7000辆。而运载的行人平日里也有2000人次，到了节假日则为10000人次。
虎门汽车轮渡一直由广东南沙虎门汽车渡轮有限公司经营管理，2016年4月，南沙区从霍英东家族属下公司收回公司股份，全资控股虎门轮渡。
开通初期很长一段时间，虎门轮渡为24小时运营，随着夜间轮渡需求的减少，运营时间先是改为6:30-22:30，到了2018年1月1日改为6:30-18:30，同年10月11日又适当延长至20:30，2019年4月2日起，渡运时间改回为6:30-18:30。
2018年3月1日起，根据交通部《水路旅客运输实名制管理规定》，虎门轮渡正式实施旅客实名登记，行人上渡需出示身份证件。
随着珠三角道路网的日益完善，尤其是港珠澳大桥和南沙大桥的开通，成功地转移了轮渡的运输量（南沙大桥开通后轮渡运输量降低至日均约为4000车次）；加上轮渡设施使用至今已有近三十年历史，陈旧老化，且航道复杂；因此2019年5月20日南沙区人民政府宣布，25日18:30营运结束之后，虎门汽车轮渡永久停运。
2019年5月25日，虎门汽车轮渡当天迎来大量从珠三角各地送别轮渡的车流人流，轮渡管理方为此加开两趟次船专门运送游客；当天18:30，随着最后一班满载汽车和轮渡员工的66—05号渡轮驶离虎门渡轮码头，运营了28年的虎门汽车轮渡正式退出历史舞台。2023年7月31日重新開始運行。

## 未来发展
由于汽车轮渡停运后两岸还有一定的客运需求，有关部门计划将两端汽车轮渡码头改建为专门服务于客运的“水上交通中心”。但目前并没有时间表。
而虎门南沙两岸的联络公共交通则落实由南K6路承接。

## 图片集

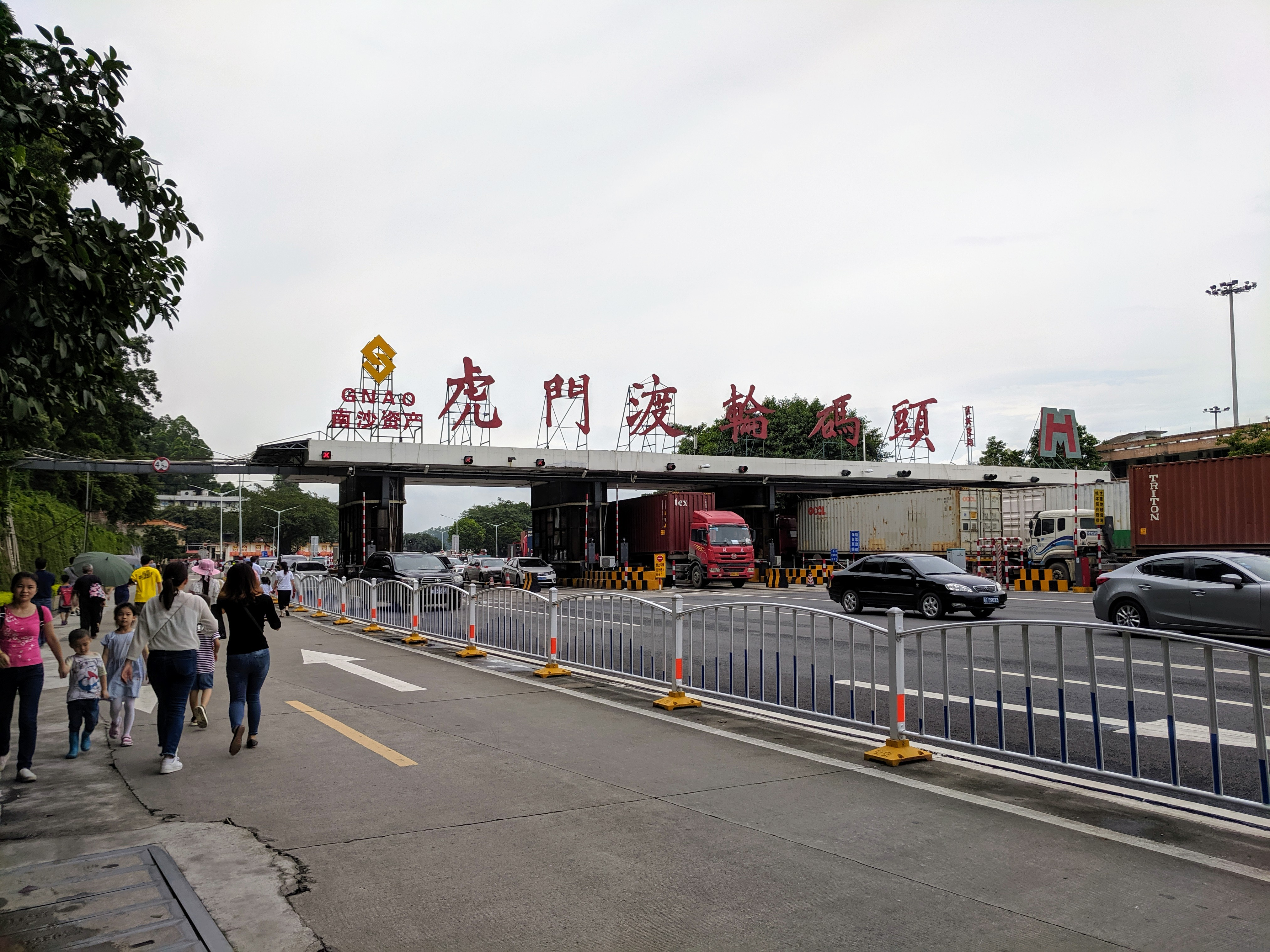
南沙侧的收费站
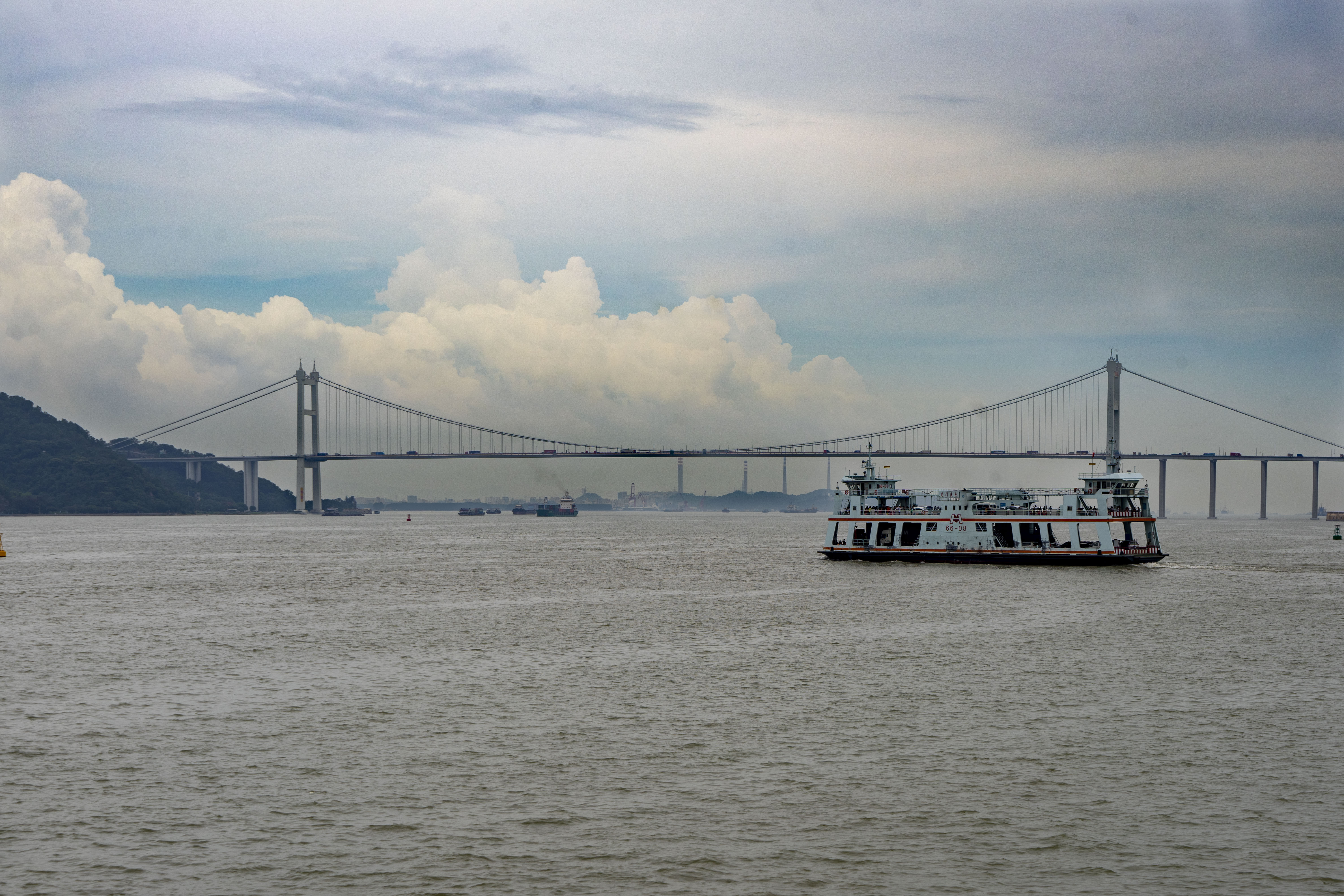
虎门大桥和渡轮
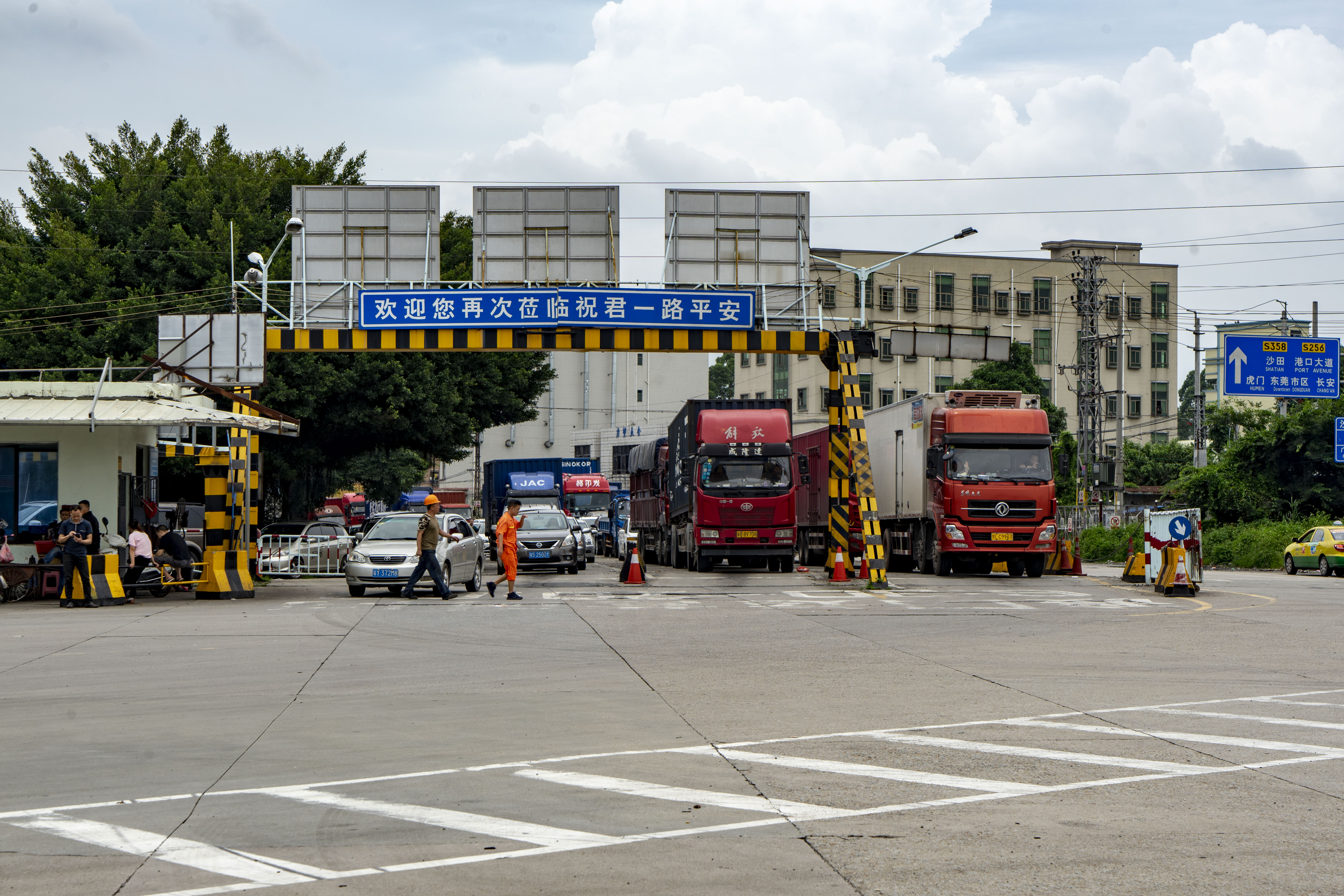
虎门侧的等候车道
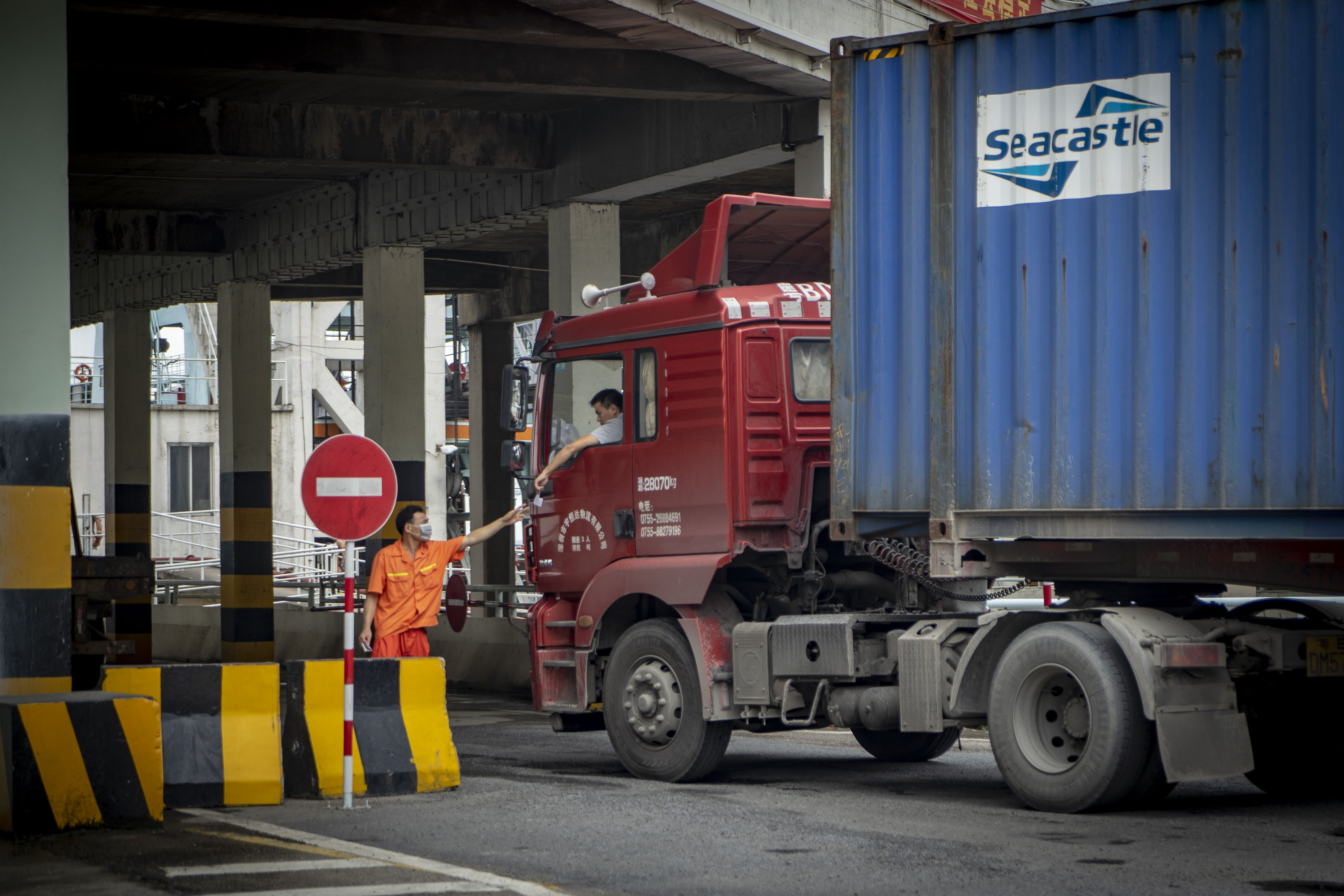
收费员
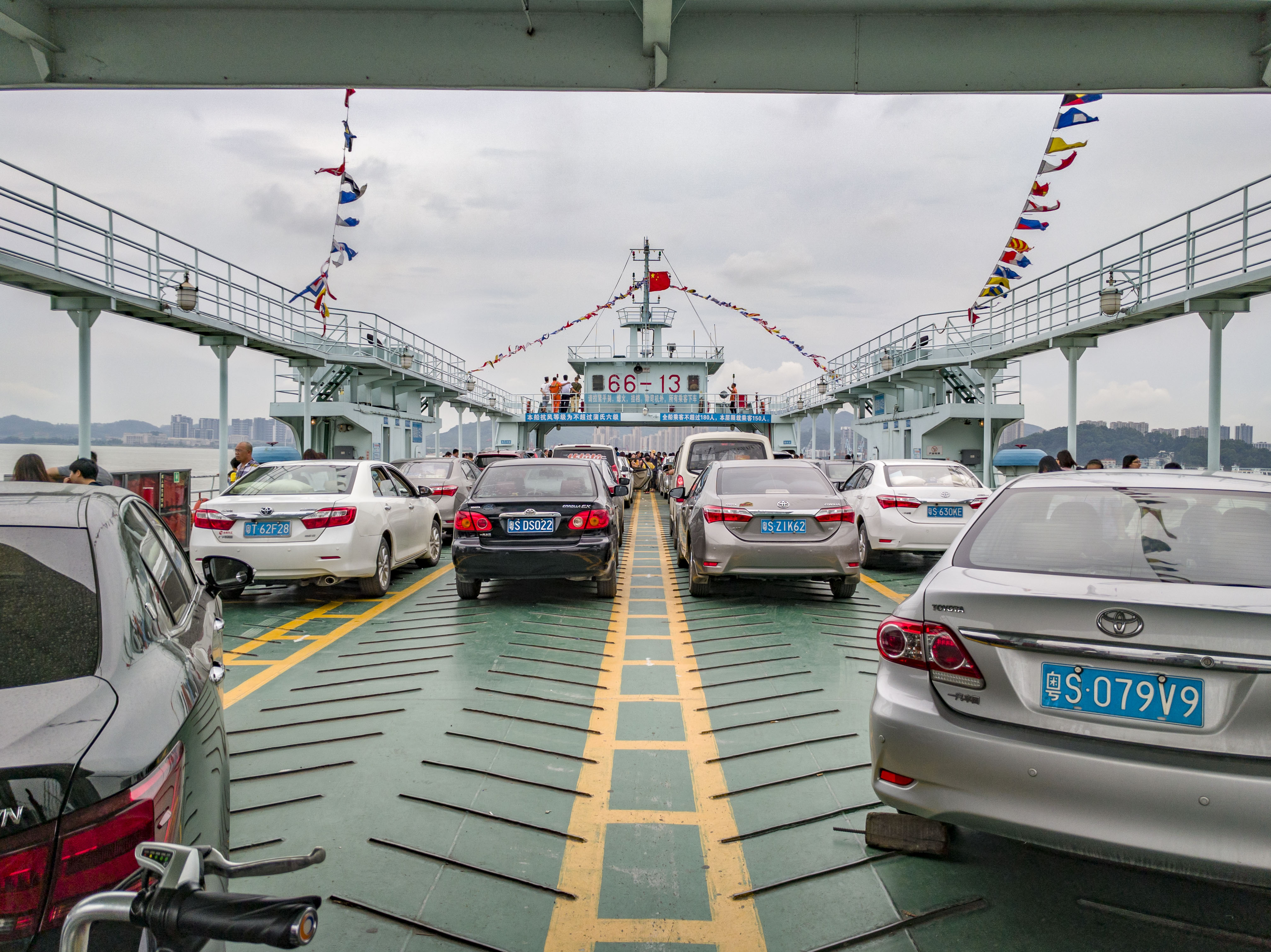
轮渡上